# カーソン・スパイアーズ
ウィリアム・カーソン・スパイアーズ（William Carson Spiers, 1997年11月11日 - ）は、アメリカ合衆国サウスカロライナ州グリーンビル郡グリーンビル出身のプロ野球選手（投手）。右投右打。MLBのシンシナティ・レッズ所属。
ミルウォーキー・ブルワーズなどでプレーした元メジャーリーガー（内野手）のビル・スパイアーズは叔父にあたる。

## 経歴
2020年にアマチュア・フリーエージェントでシンシナティ・レッズと契約してプロ入り。この年はCOVID-19の影響でマイナーリーグの試合が開催されなかったため、公式戦の登板は無かった。
2021年、傘下のA級デイトナ・トーテュガスでプロデビュー。A+級デイトン・ドラゴンズでもプレーし、2チーム合計で25試合（先発20試合）に登板して8勝4敗1セーブ、防御率3.55、130奪三振を記録した。
2022年はAA級チャタヌーガ・ルックアウツとAAA級ルイビル・バッツでプレーし、2チーム合計で27試合（先発23試合）に登板して4勝6敗 、防御率5.33、105奪三振を記録した。
2023年は開幕からAA級チャタヌーガでプレーした。9月1日にメジャー契約を結んでアクティブ・ロースター入りし、3日のシカゴ・カブス戦にて先発でメジャーデビュー（4回を投げて3失点で勝敗付かず）。9月10日に一度マイナー契約となってAAA級アイオワへ降格したが、14日に再びメジャー契約を結んでアクティブ・ロースター入りした。この年メジャーでは4試合（先発2試合）に登板して0勝1敗1セーブ、防御率6.92、12奪三振を記録した。オフにはアリゾナ・フォールリーグに参加し、サプライズ・サグアロスに所属した。
2024年は22試合（先発10試合）に登板して5勝7敗 、防御率5.46、80奪三振を記録した。

## 詳細情報

### 年度別投手成績
| 年 度    | 球 団    | 登 板 | 先 発 | 完 投 | 完 封 | 無 四 球 | 勝 利 | 敗 戦 | セ 丨 ブ | ホ 丨 ル ド | 勝 率 | 打 者 | 投 球 回 | 被 安 打 | 被 本 塁 打 | 与 四 球 | 敬 遠 | 与 死 球 | 奪 三 振 | 暴 投 | ボ 丨 ク | 失 点 | 自 責 点 | 防 御 率 | W H I P |
| -------- | -------- | ----- | ----- | ----- | ----- | -------- | ----- | ----- | -------- | ----------- | ----- | ----- | -------- | -------- | ----------- | -------- | ----- | -------- | -------- | ----- | -------- | ----- | -------- | -------- | ------- |
| 2023     | CIN      | 4     | 2     | 0     | 0     | 0        | 0     | 1     | 1        | 0           | .000  | 64    | 13.0     | 18       | 1           | 7        | 0     | 0        | 12       | 0     | 0        | 12    | 10       | 6.92     | 1.92    |
| 2024     | CIN      | 22    | 10    | 0     | 0     | 0        | 5     | 7     | 0        | 1           | .417  | 410   | 90.2     | 112      | 20          | 17       | 0     | 5        | 80       | 0     | 0        | 59    | 55       | 5.46     | 1.53    |
| MLB：2年 | MLB：2年 | 26    | 12    | 0     | 0     | 0        | 5     | 8     | 1        | 1           | .385  | 474   | 103.2    | 130      | 21          | 24       | 0     | 5        | 92       | 0     | 0        | 71    | 65       | 5.64     | 1.58    |

- 2024年度シーズン終了時

### 背番号
- 68（2023年 - ）